# Ландо I (Капуа)
Вижте пояснителната страница за други личности с името Ландо (Капуа).
Ландо I (на италиански: Lando I; Landon; † 860/861) е вторият лангобардски гасталд (граф) на Княжество Капуа от 843 до 861 г.

## Произход
Той е най-големият син и наследник на гасталд Ландулф I Стари († 843). Брат е на Пандо (граф на Капуа 861 – 862) и епископ Ландулф II (граф на Капуа 863 – 879).

## Фамилия
Ландо I се жени за Авоара и има седем деца:
- Ландо II († сл. 887), граф на Капуа (861 – 861)
- Ландолф († сл. 891)
- Ланденулф († сл. 887)
- Пиетро († сл. 849)
- Пандо
- Ланделайка († сл. март 882), омъжена за княз Гвефер от Салерно († 880)
- дъщеря